# Vorgehensweisen zur Ermittlung eines Siegers beim Fußball
Die meisten Fußballspiele benötigen keinen Sieger. Es gibt aber Wettbewerbe, wie etwa Pokalspiele, Relegationsspiele oder K.-o.-Runden von Turnieren, bei denen zwingend ein Sieger gefunden werden muss. Als Vorgehensweisen zur Ermittlung eines Siegers beim Fußball sind in den Fußballregularien die Auswärtstoreregelung, die Verlängerung und das Elfmeterschießen vorgesehen. In der Vergangenheit gab es vor allem das Wiederholungsspiel, außerdem den Losentscheid bzw. Münzwurf und mit dem Golden und dem Silver Goal zwei Varianten der Verlängerung.
In der Anfangszeit des Fußballs wurden die Kriterien zur Entscheidung einer Partie häufig von Spiel zu Spiel oder auch erst nach der regulären Spielzeit diskutiert und hingen auch von den äußeren Begebenheiten, z. B. dem Einbruch der Dunkelheit, ab.

## Auswärtstorregel
Um bei Wettbewerben mit Hin- und Rückspiel aufwändige Entscheidungsspiele oder andere Formen zur Ermittlung eines Siegers zu vermeiden, sowie um einen zusätzlichen Offensivanreiz zu schaffen, können die Wettbewerbsbestimmungen vorsehen – wie dies beispielsweise in der K.-o.-Phase der europäischen Vereinswettbewerbe bis zur Saison 2020/21 der Fall war –, dass bei einem ausgeglichenen Torverhältnis die Mehrzahl der auswärts erzielten Tore entscheidend ist. Gewinnt beispielsweise Mannschaft A ihr Heimspiel gegen Mannschaft B zu Hause mit 2:1 und verliert das Gastspiel bei Mannschaft B mit 0:1, so haben beide Mannschaften zwei Tore erzielt. Hierbei greift dann die Auswärtstorregel, so dass das von Mannschaft B im Hinspiel bei Mannschaft A erzielte Tor entscheidend ist und somit Mannschaft B als Sieger gilt.
Enden beide Spiele mit dem exakt selben Ergebnis, geht das Rückspiel zunächst in Verlängerung. Fällt in der Verlängerung kein weiteres Tor, wird heutzutage ein Elfmeterschießen angesetzt. Bevor dieses eingeführt wurde, wurde ein Sieger durch ein Entscheidungsspiel oder durch Losentscheid ermittelt.

## Verlängerung
Ist der Spielstand eines Spiels, welches zwingend einen Sieger benötigt, am Ende der regulären Spielzeit unentschieden und sehen die Wettbewerbsbestimmungen keine abweichende Regelung vor, so wird das Spiel unmittelbar mit der Verlängerung fortgesetzt. Diese hat zwei Halbzeiten zu je fünfzehn Minuten (im Jugendbereich teilweise kürzer). Sieger ist, wer in der Verlängerung mehr Tore erzielt. Erzielen beide Mannschaften gleich viele Tore, kann bei Hin- und Rückspiel erneut die Auswärtstorregel angewandt werden. Ansonsten wird die Begegnung in der Regel durch Elfmeterschießen entschieden.
Zu Anfangszeiten des Fußballs mussten die Kapitäne der beiden Mannschaften sich nach dem Spiel häufig erst auf eine Verlängerung und die eventuelle Regelung einigen. So gewann z. B. Real Madrid 1917 die Copa del Rey nach einer zweifachen Verlängerung: Nachdem eine erste Verlängerung von zweimal zehn Minuten torlos geblieben war, einigten sich Real Madrid und Arenas Club de Getxo darauf, die Partie erneut um zweimal zehn Minuten zu verlängern, unter der Prämisse, dass das nächste Tor entscheiden würde. Somit war praktisch auch noch ein Golden Goal in dieses kuriose Finale verwickelt.

## Golden Goal / Silver Goal
Als Varianten zur Verlängerung führte die FIFA in den 1990er-Jahren, analog zum Sudden Death in anderen Sportarten, zeitweise die Golden-Goal-Regelung ein, durch die es seltener zum Elfmeterschießen kommen sollte. Dabei siegt die Mannschaft sofort, die in der Verlängerung als erste ein Tor erzielt. Das Spiel wird zu diesem Zeitpunkt beendet. Da diese Regelung aufgrund der fehlenden Möglichkeit zum Ausgleich vielfach als ungerecht empfunden wurde, wurde sie bei der Fußball-Europameisterschaft 2004 durch die Silver-Goal-Regel ersetzt, die ein Spielende vorsah, wenn eine Mannschaft nach der ersten Hälfte der Verlängerung in Führung lag. Aber auch diese Regelung wurde wieder abgeschafft.

## Elfmeterschießen
Um Zufallsentscheide durch Losentscheid oder Münzwurf abzuschaffen, denn die Leistungen der Mannschaften bleiben hierbei unberührt, führte die FIFA 1970 das Elfmeterschießen ein. Das Elfmeterschießen kann allerdings auch zu unattraktivem Sicherheitsfußball beitragen, wenn beide Mannschaften auf ein Elfmeterschießen hoffen und gegen Ende der regulären Spielzeit, beispielsweise in der Verlängerung, nicht mehr in erster Linie eigene Tore schießen, sondern nur noch Tore des Gegners verhindern wollen. Bei der Fußball-Weltmeisterschaft 1986 wurden drei der vier Viertelfinalspiele und bei der Weltmeisterschaft 1990 beide Halbfinalspiele erst durch das Entscheidungsschießen entschieden. Bei der WM 1994 erzielte im Finale Brasilien gegen Italien keine der Mannschaften innerhalb von 90 Minuten regulärer Spielzeit und 30 Minuten Verlängerung einen Treffer, so dass der WM-Titel nach einem 0:0 mit folgendem Elfmeterschießen vergeben werden musste. Ähnlich knapp war das Finale der WM im Jahr 2006 zwischen Italien und Frankreich (1:1, 5:3 i. E.).

## Wiederholungs- und Entscheidungsspiele
Vor Einführung des Elfmeterschießens wurde meist ein Wiederholungsspiel angesetzt, um in K.-o.-Runden bei unentschiedenem Ausgang nach Verlängerung den Sieger zu ermitteln. Dies musste unter Umständen auch mehrmals wiederholt oder letztlich durch einen Münzwurf entschieden wurden.
Wiederholungs- und Entscheidungsspiele bei Weltmeisterschaften
- Bei der WM 1934 wurde das Viertelfinalspiel Italien – Spanien nach einem 1:1 n. V. am 31. Mai 1934 einen Tag später neu angesetzt. Die als „Skandalspiel“ geltende Begegnung, für die beide Mannschaften insgesamt acht Spieler neu aufstellen mussten, gewann Italien 1:0.
- Bei der WM 1938 wurden die Achtelfinalspiele Kuba – Rumänien (2:1 nach 3:3) und Schweiz – Deutschland (4:2 nach 1:1), sowie die Viertelfinalbegegnung zwischen Brasilien und der Tschechoslowakei (2:1 nach 1:1) wiederholt.
- Bei der WM 1954 gab es erstmals bei Punktegleichstand in den Vorrundengruppen Entscheidungsspiele, die über das Weiterkommen entschieden. Bei der WM 1958 gab es zweimal den Fall, dass dabei zwei Teams aufeinander trafen, die zuvor gegeneinander unentschieden gespielt hatten: Wales – Ungarn (2:1 nach 1:1) und Sowjetunion – England (1:0 nach 2:2). Diese stellen aber keine Wiederholungsspiele im engeren Sinne dar.

Nachdem bei nachfolgenden Weltmeisterschaften das Torverhältnis und später auch weitere Kriterien über die Platzierung in einer Gruppe entschieden hatten, gab es in der Folge keine Entscheidungsspiele mehr. Theoretisch gibt es aber im heutigen Regelwerk noch die wenig wahrscheinliche Möglichkeit, dass zwei in allen Kriterien gleich stehende Mannschaften, die gerade erst gegeneinander das letzte Gruppenspiel bestritten haben, umgehend ein Elfmeterschießen anstelle des Losentscheids durchführen. In den K.-o.-Runden ersetzte das Elfmeterschießen das Wiederholungsspiel. Es kam erstmals bei der Weltmeisterschaft 1982 im Halbfinalspiel Deutschland gegen Frankreich zur Anwendung.
Wiederholungsspiele bei anderen Wettbewerben
- Bei der Europameisterschaft 1968 endete das Finale am 8. Juni 1968 zwischen Italien und Jugoslawien 1:1 nach Verlängerung. Bei der Wiederholung zwei Tage später siegte Italien mit 2:0 und wurde Europameister.
- Die Copa América wurde häufig im Ligasystem (Jeder gegen Jeden) ausgetragen. Bei Punktgleichheit auf den ersten Plätzen waren Entscheidungsspiele vorgesehen. Dies kam 1919, als Brasilien gegen Uruguay nach 4 × 15 Minuten Verlängerung gewann, sowie 1922 zum Tragen als Uruguay, Brasilien und Paraguay punktgleich waren. Da Uruguay verzichtete, kam es nur zu einem Spiel, das Brasilien gegen Paraguay gewann.[2] 1937 war ein Entscheidungsspiel zwischen Argentinien und Brasilien notwendig, das Argentinien nach Verlängerung 2:0 gewann.[3] 1949 und 1953 waren Entscheidungsspiele zwischen Brasilien und Paraguay notwendig.
- In den europäischen Vereinswettbewerben werden K.-o.-Runden bis zum Finale in Hin- und Rückspiel ausgetragen. Bei Gleichstand wurde i. d. R. ein Entscheidungsspiel angesetzt, das in den 1970er-Jahren durch das Elfmeterschießen abgelöst wurde. 1974 endete das Finale des Europapokals der Landesmeister am 15. Mai in Brüssel zwischen dem FC Bayern München und Atlético Madrid 1:1 nach Verlängerung. Obwohl es in diesem Wettbewerb – auch schon in den Vorjahren – Elfmeterschießen gab, sahen die Regularien beim Finale, das als letzte Partie des Wettbewerbs nicht mehr mit anderen Spielansetzungen kollidieren konnte, ein Wiederholungsspiel vor. Dieses gewann Bayern München am übernächsten Tag deutlich mit 4:0.
- Vielfach wurden vor Einführung des Elfmeterschießens und/oder der Auswärtstorregel auch Entscheidungsspiele in Qualifikationsrunden angesetzt, wenn es in Hin- und Rückspiel keinen Sieger gegeben hatte. Diese Entscheidungsspiele fanden dann in der Regel auf neutralem Platz statt.

## Losentscheid / Münzwurf
→ Siehe Liste der Losentscheide im Fußball
Früher gehörte das kurzfristige Ansetzen eines Wiederholungsspiels zum Repertoire der großen Fußballturniere, um eine Entscheidung zu erzielen. Jedoch ist es beispielsweise bei einer Weltmeisterschaft im Viertelfinale zeitlich kaum möglich, ein Wiederholungsspiel anzusetzen. Entweder ist die weiterkommende Mannschaft durch das kurzfristig angesetzte Wiederholungsspiel erschöpft und hat damit schlechtere Chancen im folgenden Halbfinale gegen eine Mannschaft ohne Wiederholungsspiel, oder das Turnier müsste insgesamt zeitlich hinausgeschoben und damit der Spielplan durcheinandergebracht werden, was bei großen Turnieren praktisch kaum möglich ist. So blieb nur Losentscheid durch Münzwurf des Schiedsrichters, beispielsweise im Halbfinale der EM 1968 zwischen Italien und der Sowjetunion, als ein Münzwurf zugunsten des späteren Europameisters Italien entschied. Gleichzeitig wurde den Beteiligten zwei Jahre vor Einführung des Elfmeterschießens klar, dass ein solcher Vorgang einem bedeutenden Wettbewerb nicht angemessen war.

## Touchdown / Rouge
In der frühen Entwicklungsphase des Fußballsports war unter anderem in den Sheffield-Regeln folgende Methode vorgesehen: Jeweils 25 Yard (≈ 23 Meter) links und rechts neben den Torpfosten waren auf der Torauslinie zwei rote Fahnen (nicht zu verwechseln mit den Eckfahnen) aufgestellt. Wurde ein angreifender Spieler im Strafraum von Verteidigern bedrängt und der Ball gelangte dabei zwischen den beiden Fahnen ins Toraus, so hatte die angreifende Mannschaft einen Rouge (französisch für rot, von der Farbe der Fahnen) erzielt. Endete das Spiel nach Toren unentschieden, gewann die Mannschaft, die mehr Rouges erzielt hatte. Da sich Fußball parallel zum Rugby entwickelte, ist eine Ähnlichkeit zum Versuch im Rugby bzw. Touchdown im American Football erkennbar.

## Verbandsentscheidungen
In Fällen, in denen entweder eine Mannschaft nicht antritt, z. B. bei aus politischen Gründen wie die Sowjetunion in der Qualifikation für die WM 1974 gegen Chile, eine Mannschaft einen nicht spielberechtigten Spieler einsetzt oder wenn das Spiel aufgrund von äußeren Einflüssen, z. B. Zuschauerausschreitungen, vom Schiedsrichter abgebrochen werden muss, entscheidet der ausrichtende Verband über den Sieger. In der Regel gehen diese Spiele dann als 3:0-Sieg in die Statistiken ein. Gegen diese Entscheidungen kann vor dem Internationalen Sportgerichtshof (CAS) geklagt werden, wie z. B. beim Spiel Serbien gegen Albanien in der Qualifikation für die EM 2016, als der CAS eine Entscheidung der UEFA teilweise revidierte.

## Vorgehensweise in anderen Sportarten
Bei Handballspielen, bei denen eine Entscheidung herbeigeführt werden muss, gibt es maximal zwei Verlängerungen von jeweils 2 × 5 Minuten mit einer Minute Pause. Ist auch dann noch keine Entscheidung gefallen, wird diese mit einem Siebenmeterwerfen herbeigeführt.
Beim Hockey gibt es in analoger Weise in K.-o.-Spielen Verlängerungen von 2 × 7,5 Minuten mit einem evtl. folgenden Siebenmeterschießen bzw. heute einem sogenannten Shoot-Out. Die Niederlande gewann z. B. so 2000 die olympische Goldmedaille.
Im Eishockey gibt es die Overtime-Regel, bei der ggf. die Anzahl der Feldspieler reduziert wird und die Sudden-Death-Regel gelten kann. Kommt es in Gruppenspielen z. B. bei Weltmeisterschaften oder in der Deutschen Eishockey Liga zu einem Gleichstand am Ende der normalen Spielzeit, gibt es generell eine Verlängerung. Während der Sieger in der normalen Spielzeit aber drei Punkte erhält, bekommt der Sieger nach Verlängerung oder Penaltyschießen nur zwei Punkte und der Verlierer nach Verlängerung bzw. Penaltyschießen noch einen Punkt.
Im Basketball wird bei einem Gleichstand eine Verlängerung von fünf Minuten gespielt, die solange wiederholt wird, bis ein Sieger feststeht. In der Gruppenphase bei Turnieren gibt es kein Remis, sondern es wird immer ein Sieger ermittelt. Die Punktevergabe ändert sich bei einer Verlängerung nicht.